# Biała Podlaska, Warmińsko-Mazurskie
Biała Podlaska [ˈbʲawa pɔdˈlaska] là một ngôi làng thuộc khu hành chính của Gmina Bartoszyce, thuộc huyện Bartoszycki, Warmińsko-Mazurskie, ở phía bắc Ba Lan, gần biên giới với tỉnh Kaliningrad của Liên bang Nga. Nó nằm khoảng 11 kilômét (7 mi) phía tây Bartoszyce và 51 km (32 mi) phía bắc thủ đô khu vực Olsztyn.
Làng có dân số 30 người.